# چاه شاهی (منوجان)
چاه شاهی یا نورآباد، روستایی در دهستان نورآباد بخش مرکزی شهرستان منوجان در استان کرمان ایران است. این روستا، مرکز دهستان نورآباد است.

## جمعیت
بر پایه سرشماری عمومی نفوس و مسکن در سال ۱۳۹۵، جمعیت این روستا برابر با ۹۵۷ نفر (۲۵۹ خانوار) بوده‌است.